# Cremona (provins)
Cremona är en provins i regionen Lombardiet i Italien. Cremona är huvudort i provinsen. Provinsen bildades när Kungariket Sardinien genom freden i freden i Zürich 1859 erhöll Lombardiet upp till floden Mincio från Kungariket Lombardiet-Venetien som tillhörde Kejsardömet Österrike. När hela Kungariket Lombardiet-Venetien 1866 erhölls av Kungariket Italien överfördes 1868 kommuner till provinsen Mantua och Cremona erhöll Ostiano från provinsen Brescia.
I Cremona ligger bland annat staden Agnadello.

## Administrativ indelning
Provinsen Cremona är indelad i 113 comuni (kommuner). All kommuner finns i lista över kommuner i provinsen Cremona.
| Datum          | Ny kommun           | Kommuner som upphörde  |
| -------------- | ------------------- | ---------------------- |
| 1 januari 2019 | Torre de' Picenardi | Ca' d'Andrea uppgick i |
| 1 januari 2019 | Piadena Drizzona    | Piadena och Drizzona   |

## Geografi
Provinsen Cremona gränsar:
- i norr mot provinserna Bergamo och Brescia
- i öst mot provinsen Mantua
- i syd mot provinserna Parma och Piacenza
- i väst mot provinserna Lodi och Milano

Provinsen befinner sig i sin helhet på Poslätten. Floderna Serio och Adda rinner genom provinsen.